# Église Saint-Georges de Samara
L'église Saint-Georges (Церковь Святого Георга) est l'église luthérienne de la ville de Samara en Russie. Elle dépend de la prévôté de Samara de l'Église protestante-luthérienne de la Russie européenne. Elle se trouve rue Kouïbychev, dans le centre historique de la ville.

## Histoire

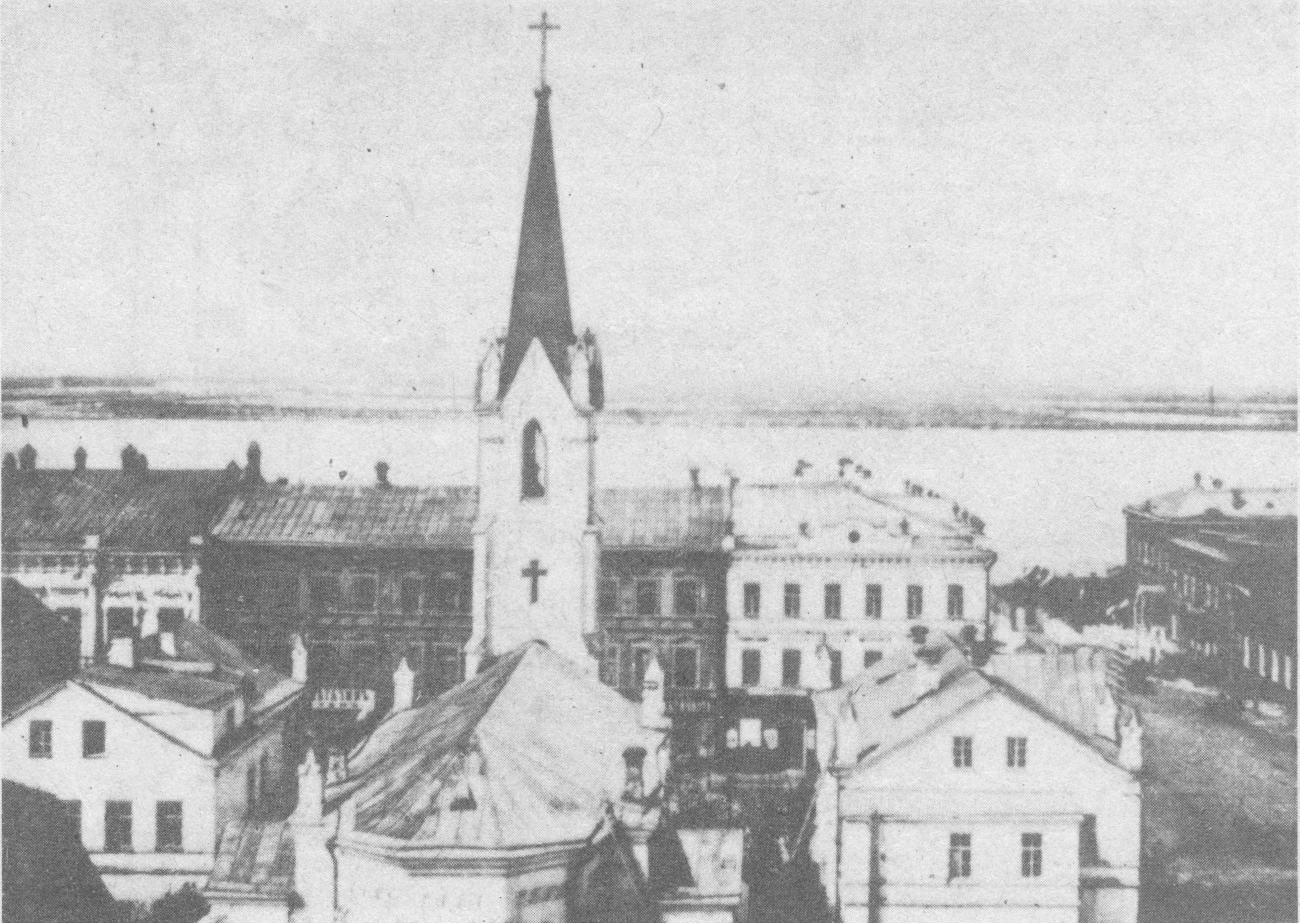
L'église luthérienne de Samara au début du XXe siècle.

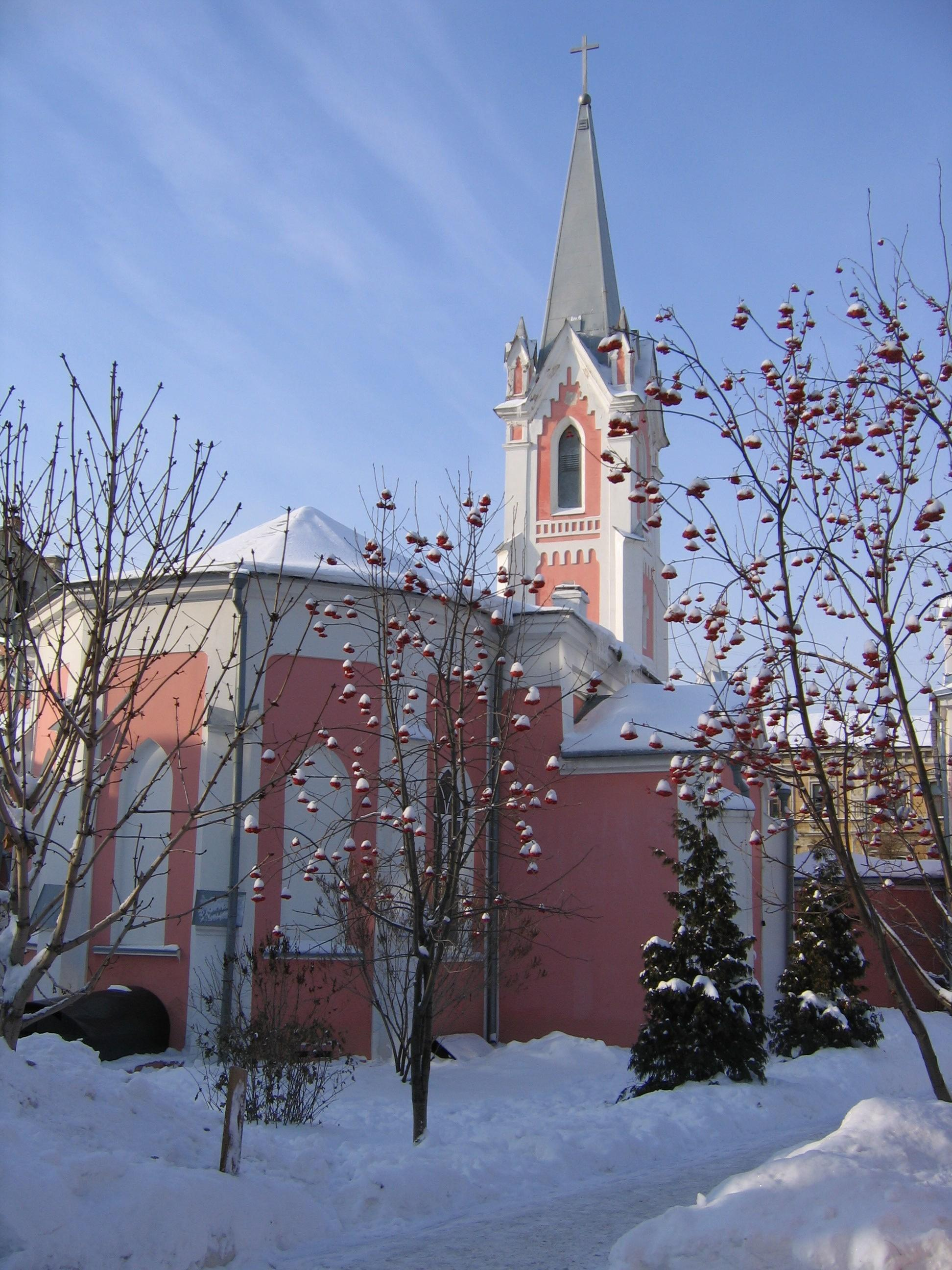
Vue de l'arrière de l'église.

La construction de l'église luthérienne de Samara est financée par le riche marchand Egor Annaïev qui, étant catholique, fait donation de sommes importantes pour construire une église catholique à Samara en 1854. Les travaux à ses frais commencent sur un terrain lui appartenant.
Vers 1863, l'église est presque terminée, mais en janvier de cette année éclate l'insurrection de janvier en Pologne, contre le pouvoir impérial russe. En 1864, l'insurrection est terminée, mais le pouvoir russe considère avec méfiance tout ce qui est polonais et adopte une attitude négative vis-à-vis de l'Église catholique. Avec l'accord d'Annaïev et de la communauté catholique de Samara, les autorités provinciales décident d'attribuer cette église à la communauté luthérienne, comprenant 112 fidèles à Samara, et qui avait été enregistrée officiellement en 1854 par le gouverneur Grot. L'église est terminée sur les fonds des fidèles et de la caisse mutuelle luthérienne. Elle est consacrée le 26 septembre 1865 par le prédicateur divisionnaire Peter August Pundani de Kazan avec le pasteur Friedrich Meyer de Simbirsk.
Au début, l'église n'a pas de pasteur permanent et ce sont les pasteurs Pundani et Kern qui viennent régulièrement pour les cultes du dimanche. Le premier pasteur est nommé en juillet 1868 en la personne d'Eduard Johansen, qui assurait le culte depuis huit ans à Omsk. Il déménage donc à Samara avec sa famille. L'église est le foyer spirituel des luthériens allemands habitant Samara et le gouvernement de Samara. L'église disposait d'un jardin d'enfants et d'une école allemande pour les enfants des Allemands de la Volga.
L'église souffre de l'incendie qui frappe la ville en 1875, mais elle est restaurée promptement et l'on construit en plus deux annexes, l'une pour la maison du pasteur, l'autre la maison paroissiale. La paroisse compte trois cents fidèles en 1878.
Après la Révolution d'Octobre, l'église n'est pas fermée par les autorités bolchéviques; mais la répression commence à frapper à partir de 1924. L'église est fermée lors d'une campagne d'athéisme en 1930 par décision du comité exécutif et plusieurs fidèles sont emprisonnés. L'église sert alors de lieu de réunion pour les groupes militants d'athées (dont l'Union des sans-Dieu), puis de dépôt. Les Allemands de la Volga sont déportés en masse en Sibérie et dans les républiques soviétiques d'Asie centrale, lorsqu'éclate la Grande Guerre patriotique.
Renouveau

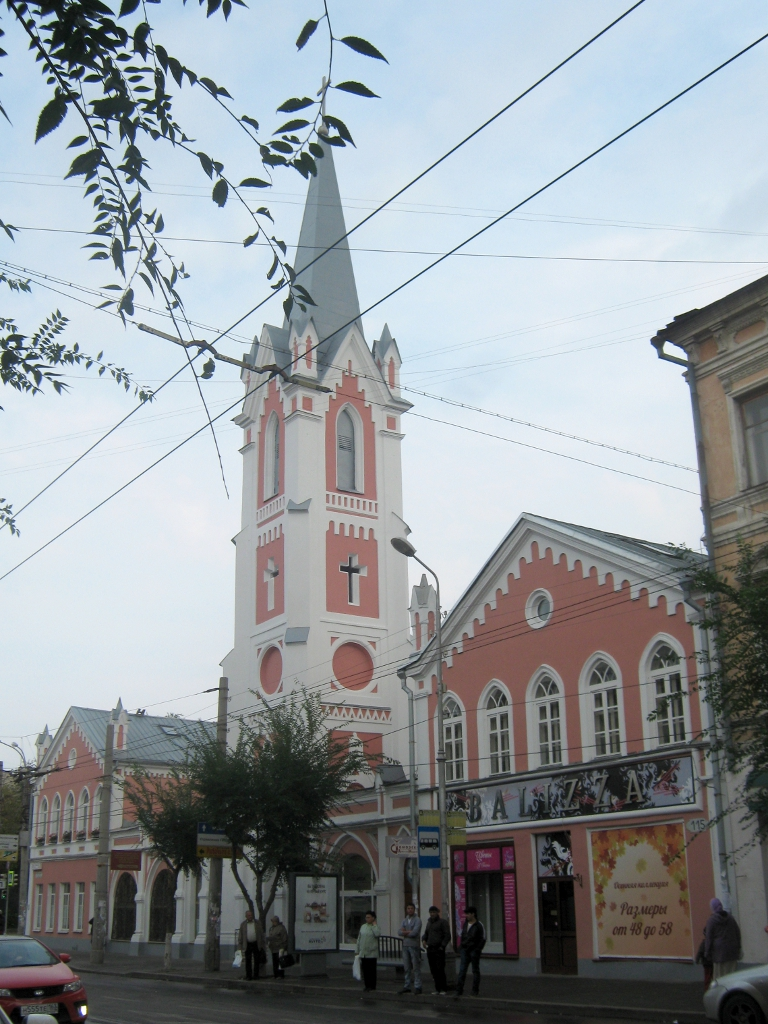
Vue de l'église.

Lorsque les autorités normalisent leurs relations avec les différentes confessions, la paroisse luthérienne de Samara peut de nouveau être enregistrée le 19 août 1991 et le 6 septembre suivant la municipalité rend l'usage de l'église et de ses annexes aux luthériens de Samara. Le premier office y est célébré le 21 décembre 1991 juste avant Noël par un pasteur venu de Moscou.
Les travaux de restauration commencent aussitôt et le 8 août 1993 la croix est de nouveau installée sur le toit. L'église est consacrée le 4 septembre 1994. Au début, les offices ont lieu deux fois par mois et sont assurés par des pasteurs venant de différentes régions de Russie.
Le pasteur Friedrich Demke y est nommé en 1995 et s'occupe aussi de tout l'oblast de Samara et de l'oblast d'Oulianovsk. Des pasteurs venant du Wurtemberg commencent aussi à y travailler à partir de 1997. Un orgue mécanique est installé en juin 2003.

## Bibliographie

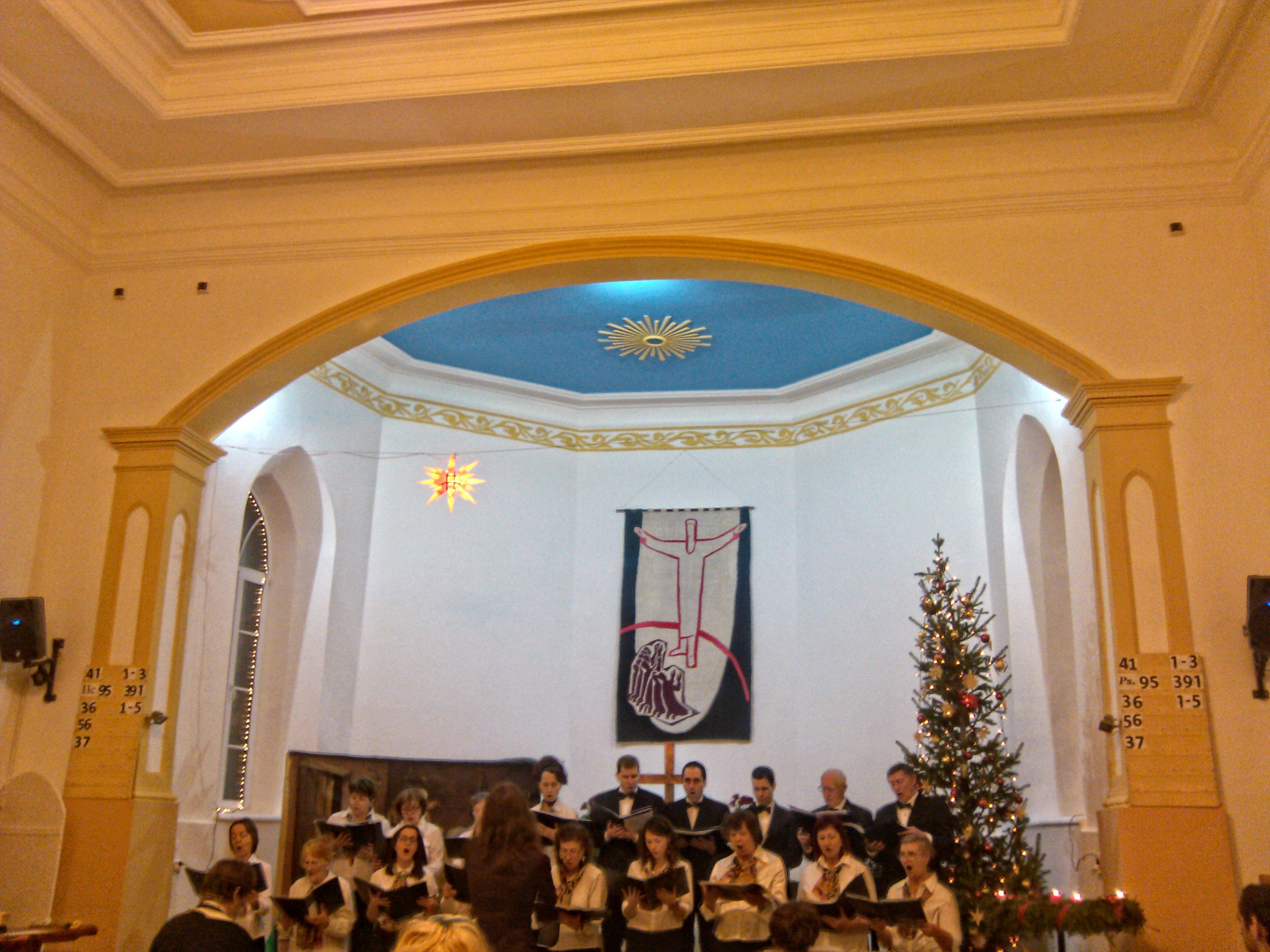
Concert de Noël à l'église.